# Indian Tickle (zeegat)
De Indian Tickle is een zeegat in de Canadese provincie Newfoundland en Labrador. Het zeegat bevindt zich in het oosten van Labrador en scheidt Indian Island van het schiereiland Musgrave Land.

## Toponymie
De naam Indian Tickle is reeds in gebruik sinds de late 18e eeuw. Het naamdeel Indian verwijst naar de inheemse Inuitbevolking die traditioneel in het gebied leefde, ook al worden zij in moderne context niet langer tot de "indianen" (First Nations) gerekend. Een tickle is dan weer een term uit het Newfoundlands-Engels die verwijst naar een smal zeegat.

## Geografie
De Indian Tickle heeft een lengte van 5 km tegenover een gemiddelde breedte van 1 km. De toegang tot de Indian Tickle bevindt zich enerzijds tussen White Point en Indian Head in het noordwesten en anderzijds tussen Fox Head en het zuidoostelijkste punt van Indian Island in het zuidoosten. In de zuidelijke helft van het zeegat liggen twee kleine eilanden, namelijk St. Mary Island en Rover Island.
Aan de vastelandszijde van het zeegat ligt een kleine nederzetting die eveneens de naam Indian Tickle draagt. Deze nederzetting heeft geen permanente inwoners maar wordt 's zomers gebruikt als uitvalsbasis voor vissers.
De noordelijke toegang tot het zeegat wordt voor de scheepvaart aangegeven door de lichtopstand van White Point.